# Hélice (Tesalia)
Hélice (en griego, Ἑλίκη) es el nombre de una antigua ciudad griega que fue mencionada en El escudo de Heracles.
Es citada dentro de la zona donde se desarrolló el combate entre Heracles y Cicno y se sitúa en un entorno en el que se encontraban también la ciudad de los mirmidones —cuyo topónimo no se nombra expresamente—, Yolco, Arne y Antea.
Estrabón la cita únicamente para distinguirla de otra ciudad del mismo nombre que se situaba en Acaya pero no ofrece detalles adicionales sobre su ubicación.